# Uwe Kellner
Uwe Kellner (født 17. marts 1966 i Jena, DDR) er en tysk tidligere roer og dobbelt verdensmester.
Kellner blev verdensmester i toer med styrmand i 1983 og VM-sølvvinder i 1984 og seniorverdensmester i toer uden styrmand i 1989 og 1990 for DDR.
Ved OL 1992 i Barcelona var han (efter Tysklands genforening) med i den fællestyske firer med styrmand, hvor denne disciplin for sidste gang var på det olympiske program. Den tyske besætning bestod ud over Kellner af Ralf Brudel, Thoralf Peters, Karsten Finger og styrmand Hendrik Reiher, og de kvalificerede sig til finalen som vindere af deres indledende heat. I finalen kunne de dog ikke følge med den rumænske båd, der satte olympisk rekord, men med en tid knap et sekund langsommere sikrede tyskerne sig dog sølvet næsten tre sekunder foran polakkerne, der fik bronze. OL blev Kellners sidste store internationale konkurrence.

## OL-medaljer
- 1992:  Sølv i firer med styrmand